# The First Bloooooming
『the First Bloooooming』（ザ・ファースト・ブルーミング）は、KARAのオリジナルアルバム。2007年3月29日にリリースされた。

## 概要
- 2007年3月29日、M.net "M countdown"で「Break It」を初披露し韓国デビュー。同日に1集アルバム『The First Bloooooming』を発表。DSP ENT（のちのDSPメディア）が第二のFin.K.L誕生を目指し、満を持して送り出したのがKARA。デビュー当時のプロモーションイメージは、ソウルフルでパワフルな歌声と切れのいいダンスにフォーカスしていた。
- 現在、このオリジナルアルバムは廃盤となっている。
- 「Break It」に続いて、「맘에 들면 （If U Wanna）」、「Secret World」の曲で活動を行い、同年9月を最後に次のアルバムの準備のため1集アルバムのプロモーション活動を終了。この時点ではそう遠くない時期に新しいアルバムを発表し、活動を再開することが予告されていた。実のところ、1集アルバムのプロモーション結果は芳しくなく不調に終わった。

## 収録曲
1. 못 지킨 말 / 守れなかった言葉
2. Break It
3. 맘에 들면 (If U wanna) / 気に入れば (If U wanna)
4. Secret World
5. Don't be shy
6. 우리 둘 / 私たちふたり
7. I'll be there
8. 눈물 지우개 / 涙の消しゴム
9. Break It (Inst.)
10. 못 지킨 말 (Inst.) / 守れなかった言葉 (Inst.)

| スタブアイコン | サブスタブ | この項目は、まだ閲覧者の調べものの参照としては役立たない、アルバムに関連した書きかけの項目です。この項目を加筆・訂正などしてくださる協力者を求めています（P:音楽/PJ:アルバム）。 |